# Knieschot
Een knieschot is een laag wandje dat bij schuine daken op de zoldervloer staat en evenwijdig aan de muurplaat is aangebracht. De scherpe punt tussen dak en vloer die komt te vervallen, kan als bergruimte gebruikt worden.
Soms heeft een knieschot een constructieve functie: het ondersteunen van de dakconstructie. Indien dit het geval is wordt dit vaak aangegeven met stickers.